# 马岭河峡谷
25°08′01″N 104°57′19″E / 25.13361°N 104.95528°E

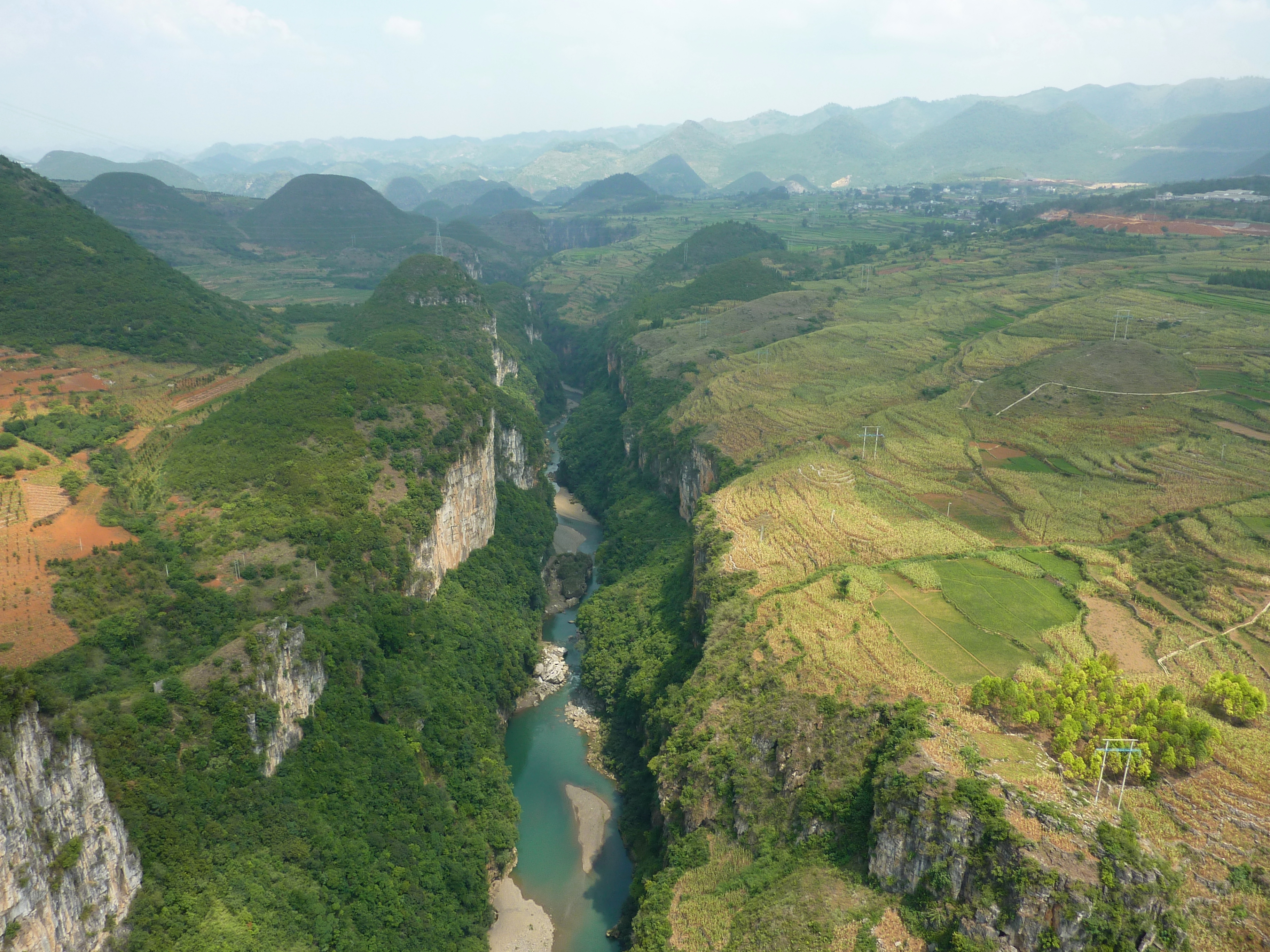
马岭河峡谷，拍摄于马岭河大桥。

马岭河峡谷位于中华人民共和国贵州省黔西南州兴义市境内，位于兴义市区以东北6公里，南盘江支流马岭河上，谷长74.8千米，宽50～100米，谷深120～280米，谷底均低于地面200米，是一条在造山运动中的大裂谷地缝。谷内群瀑飞流，翠竹倒挂，溶洞相连，为中国国家级风景名胜区，国家4A级景区。

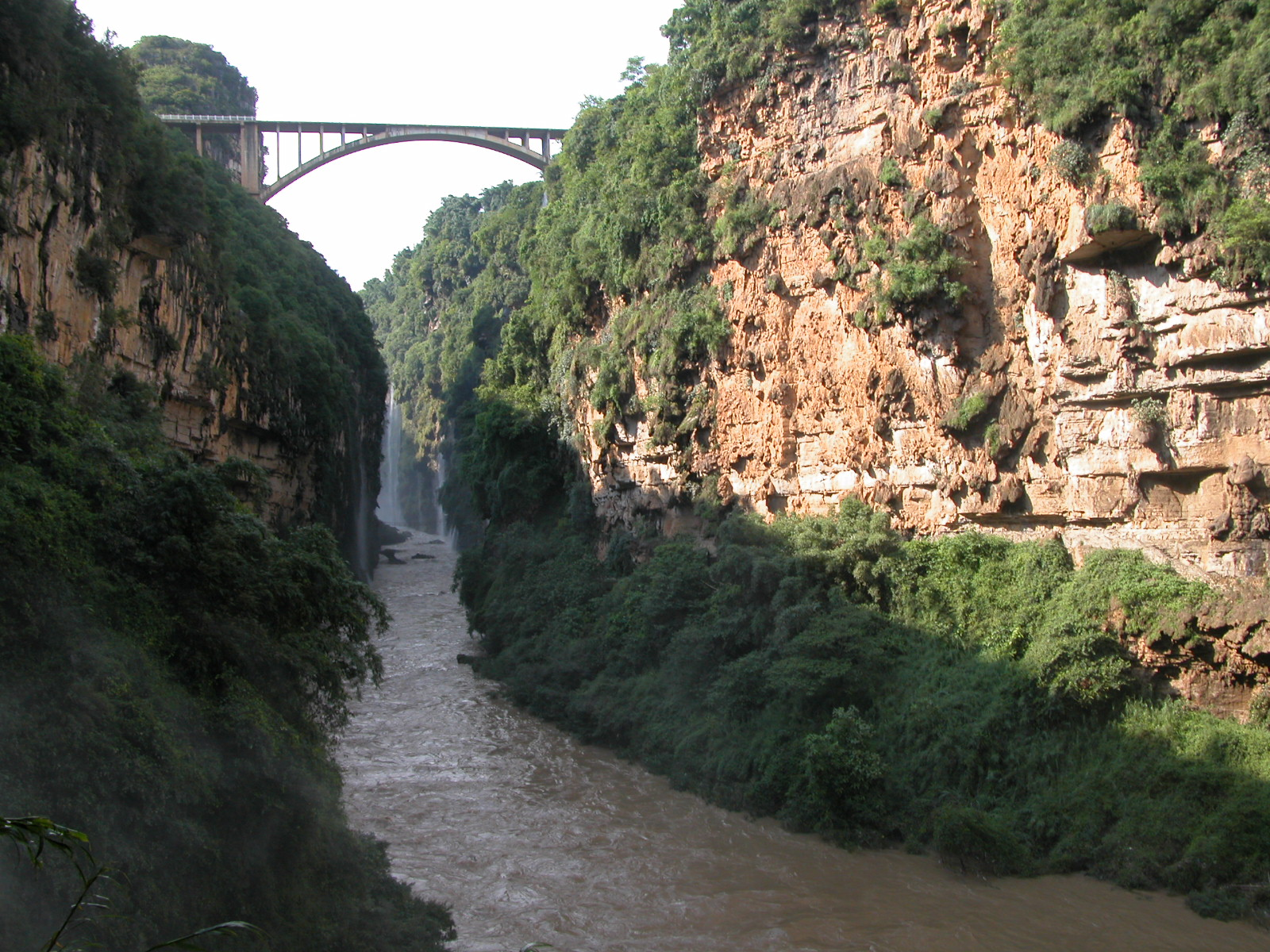
峡谷内部

马岭河峡谷是中国著名的漂流胜地，1998年首届中国国际皮划艇漂流大赛即在此举办。马岭河漂流全程有50多公里，历经80多处险滩、70余处深潭、60多道湾。2005年，马岭河峡谷被正式作为“国家激流皮划艇训练基地”。

## 意外
1999年马岭河缆车坠毁特大事故。